# Топоніміка
Топоні́міка (від грец. Τόπος — місце і грец. ὄνομα (onoma) — ім'я, назва) — наука, що вивчає географічні назви, їх походження, смислове значення, розвиток, сучасний стан, написання і вимову. Топоніміка є інтегральною науковою дисципліною, яка розташована на стику трьох наук і використовує дані з трьох областей знань цих наук: географії, історії та лінгвістики.
Топонімія (інакше топоні́міка, топонома́стика) — галузь ономастики, розділу мовознавства, що вивчає місцеві назви (топоніми). У більш конкретному значенні термін топонімія належить до переліку топонімів, тоді як дисципліна, що досліджує такі назви, називається топонімікою або топономастикою[джерело?].
Топонімія — сукупність географічних назв певної території.

## В Україні
З огляду на розташування України на перетині міжнародних шляхів, вона є перспективним полем для досліджень назв річок та інших водних об'єктів (гідронімів), які завдяки більшій консервативності відбивають історію нашарувань народів краще, ніж інші топоніми. Початковою стадією вивчення гідронімії є накопичення матеріалу. «Сирий» матеріал подають каталоги і словники річок:
- П. Маштаков «Список рек Днепровского бассейна» (1913), «Список рек бассейнов Днестра и Буга (Южного)» (1917), «Список рек Донского бассейна» (1934);
- Г. Швець, Н. Дрозд, С. Левченко «Каталог річок України» (1957, дуже зросійщений);
- «Worterbuch der russischen Gewässernamen» за ред. М. Фасмера (1960–1973), до якого включено й українські назви.

Наукове вивчення гідронімії фахівцями-мовознавцями почалося після Другої Світової війни. Інститут мовознавства АН УРСР підготував «Гідронімічний атлас України» від 1960. Українські річкові назви досліджували зокрема:
- Я.Розвадовський («Studia nad nazwami wód slowiańskich», 1948),
- О. Стрижак («Назви річок Полтавщини», 1963, «Назви річок Запоріжжя і Херсонщини. Нижньонаддніпровське Лівобережжя», 1967),
- О.Трубачов («Названия рек Правобережной Украины. Словообразование, этимология, этнические интерпретации», 1968),
- Я. Рігер («Nazwy wodne dorzecza Sanu», 1969) тощо.
- О. Знойко («Міфи Київської землі та події стародавні», 1989.)
- К. Тищенко

З Дніпром пов'язані дослідження назв його порогів, починаючи від записів у Костянтина Багрянорідного (сер. 10 ст.).
Інші фізіографічні назви (наприклад, ороніми — назви гір) більш, ніж гідроніми, підлягають політичним маніпуляціям та культурним модам. На ойконімах (назвах поселень), відчутно позначилось зросійщення від 18 ст. у формах:
1. накидання російських назв — як «Катеринослав» на честь Катерини II замість давнього «Половиця» (потім «Дніпропетровськ» на честь Г. Петровського);
2. запроваджування російських морфемних структур, наприклад, приставки -ськ, яка давно відмерла у власне українському топонімічному словотворі;
3. на півдні України російська класицистична мода на геленізацію в кінці 18 століття залишила такі назви, як «Евпаторія» замість «Гьозлів», Феодосія замість «Кафа», Херсон тощо

Про сучасну добу див. Яр Славутич «The Russianization of Ukr. place-names» («Proceedings of the 9th Internat Congress of Onom. Sciences», 1969).
Спеціальних опрацювань ойконімії обмаль. «Сирий» матеріал дає довідник «Укр. РСР. Адміністративно-територіальний поділ» (найновіший на 1 січня 1972).
Краще представлені напрацювання:
- Т. В. Чубенко «Географические названия на территории Донецкого кряжа» (1939),
- Я. Б. Рудницький «Nazwy geograficzne Bojkowszczyzny» (1939 і 1962),
- З. Штібер «Toponomastyka Łemkowszczyzny» (1948 — 49),
- С. Грабец «Nazwy geograficzne Huoulszczyzny» (1950),
- А. Вінценц «La toponymie des Carpates du Nord» (1959),
- Ю. Карпенко «Топоніміка гірських районів Чернівецької області» (1964), «Топоніміка Буковини» (1973), «Топоніміка північно-східної Одещини» (1975),
- С. Вархол. «Nazwy miast Lubelszczyzny» (1964, польські і українські назви);
- Е. Павловський «Nazwy miejscowe Sądecczyzny» (1965 — 1975, польські і українські назви);
- А. Єремія «Нуме де локалитэць» (1970, молдавські, українські і турецькі назви Молдавії);
- В. Прохоров, «Вся Воронежская земля. Краткий историко-топонимический словарь» (1953, російські і українські);
- М. Кондратюк «Nazwy miejscowe południowo-wschodniej Białostocczyzny» (1965 — 1975, українські, білоруські і польські).

Серед регіональних досліджень є присвячені мікротопонімії (назвам урочищ):
О. Петров «Karpato-ruské pomistni názvy z pal. XIX. а poč. XX. st.» (1929);
М. Лесів «Terenowe nazwy własne Lubelszczyzny» (1972, польські й українські назви).
Для досліджень над мовним субстратом української топоніміки цінна праця «Iranische Ortsnamen in Südrußland — Untersuchungen über die ältesten Wohnsitze der Slaven», I. (1923) М. Фасмера;
Топоніміка Київської Русі досліджується Е. Барсовим в «Географическом словаре русской земли IX–XIV ст.» (1865) і «Очерках русской исторической географии. География Начальной (Несторовой) летописи» (друге вид., 1885);
До української топоніміки в Америці відносяться «Українські назви в ЗСА та інші праці з назвознавства й історично-літературні дослідження» А. Власенко-Бойцуна (1977).
До міжмовних топонімічних конкорданцій можуть служити словники:
Я. Б. Рудницький «Українські місцеві назви. Українсько-німецький та німецько-український показник важніших місцевих назм» (1942);
А. Кара-Моско, М. Токарський «Російсько-український словник географічних назв» (1953),
В. Нежнипапа «Укр.-рос. словник географічних назв Української РСР» (1964, 1971),
Л. Деже «Конкорданция русских (украинских, словацких, румынских) и венгерских названий» (Закарпаття) в його «Очерках по истории закарпатских говоров» (1967).
Загальними джерелами матеріалу з української топоніміки є:
«Słownik geograficzny Królestwa Polskiego і innych krajów słowiańskich» (1880–1914),
М. Янко «Топонімічний словник-довідник Української РСР» (1973; дилетантський, але подає дещо про зміни назв) і «Russisches geographisches Namenbuch» під редакцією М. Фасмера і Г. Броєра (1962, український матеріал змішаний з російським).
Довідником різних, не тільки українських географічних, назв є «Словник географічних назв» М. Боднарського (1955, 1959, адаптований з російської).
Дослідження над словотвором української топоніміки вели:
- Я. Рудницький (наростки -ище, -исько, 1935),
- Г. Сафаревічова (-щина = поль. -izna, -szczyzna, 1956),
- І. Ковалик (-иця, 1960),
- І. Муромцев (словотвір гідронімів Дінця, 1966),
- А. Корепанова (словотвір гідронімів додатків Десни, 1969),
- С. Роспонд (-ськ, 1969),
- Е. Отін (-оват-, -еньк-, 1973) тощо.

Підручниками з загальних топонімічних знань є «Географічні назви» Б. Безвенґлінського (1938) і «Топоніміка в школі» С. Бабишина (1962). Чимало праць про українські топонімічні особливості публікується в серії «Onomastica», заснованій у Вінніпезі Я. Рудницьким 1951. АН УРСР видає спорадичні збірки статей за редакцією К. Цілуйка, частково або повністю присвячені проблемам топоніміки:
- «Питання Топоніміки та ономастики» 1962,
- «Українська  діалектологія і ономастика», 1964,
- «Територіальні діалекти і власні назви», 1965,
- «Питання ономастики», 1965,
- «Повідомлення Української ономастичної комісії», 1966,
- «Питання гідроніміки», 1971,
- «Питання ономастики Південної України», 1974.